# Hyacinthe Serroni

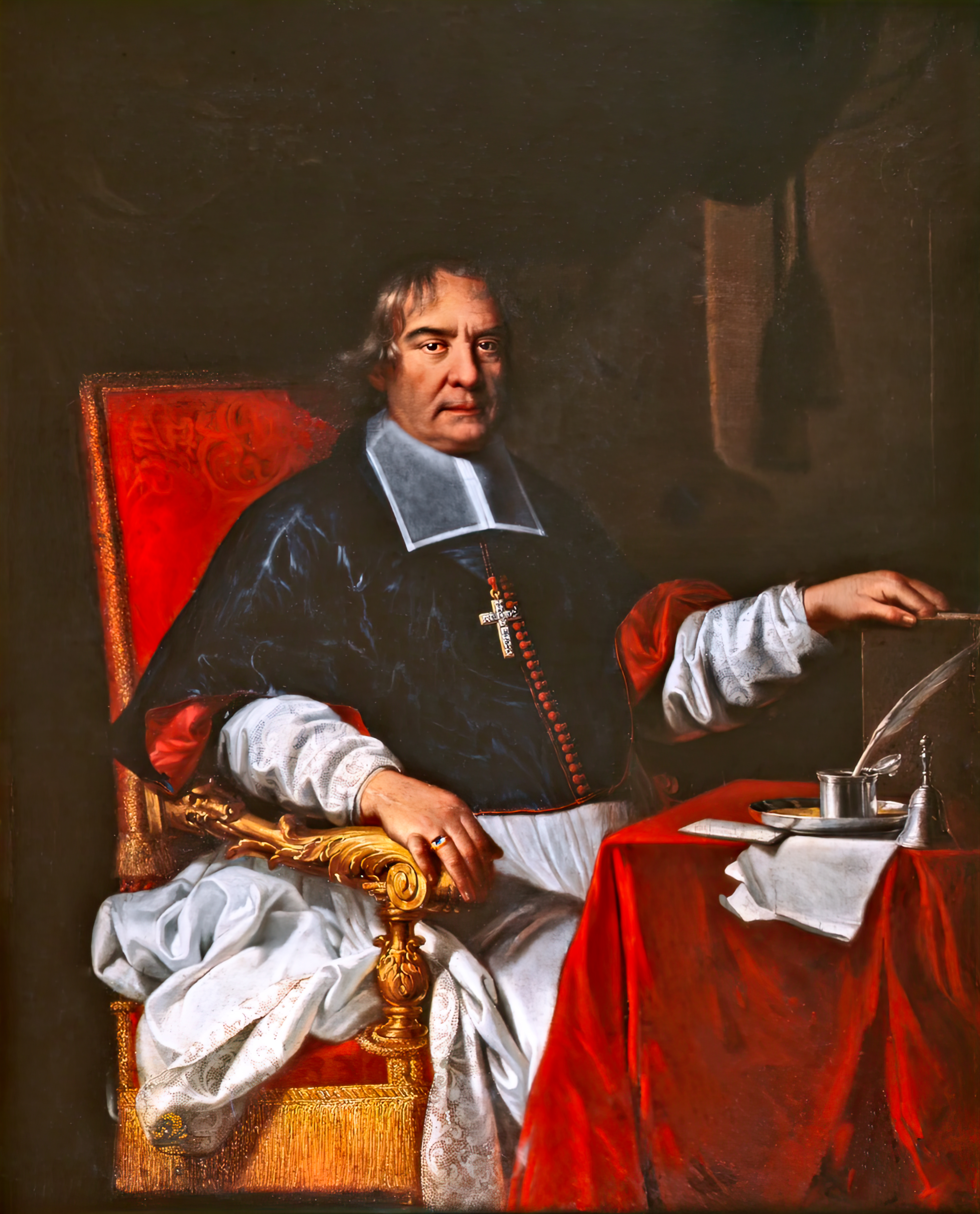
Hyacinthe Serroni bij zijn benoeming tot aartsbisschop van Albi

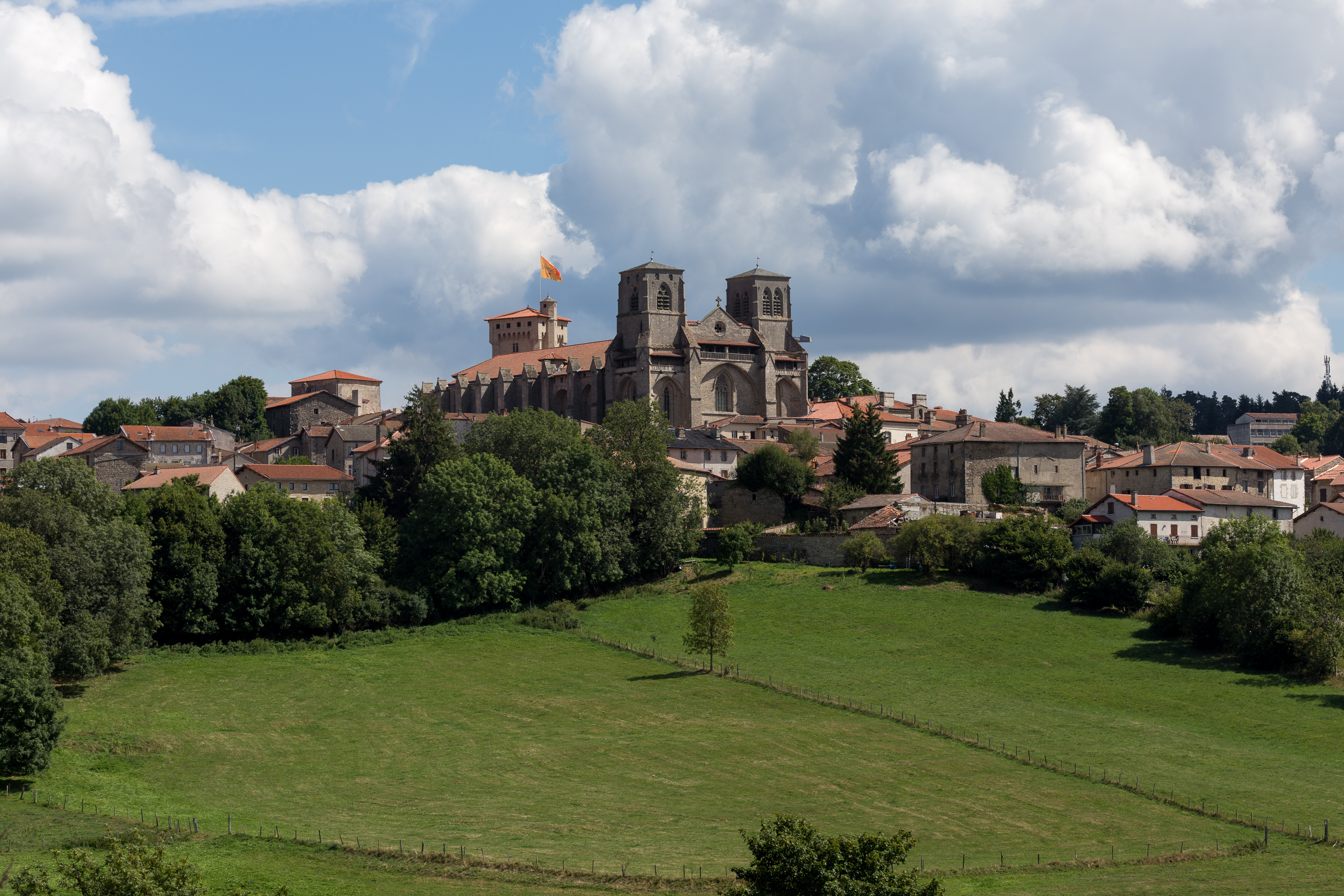
Abdij van La Chaise-Dieu

Hyacinthe Serroni of met zijn Italiaanse naam Giacinto Serroni (Rome, 30 augustus 1617 – Parijs, 7 januari 1687), was een Italiaans prelaat in militaire dienst van de Zonnekoning van Frankrijk, Lodewijk XIV. Serroni was een Dominicaan. Hij was bisschop van Orange (1646-1661), graaf-bisschop van Mende (1661-1677) en de eerste aartsbisschop van het eeuwenoude bisdom Albi (1678-1687).

## Levensloop
Serroni groeide op in Rome, in de Kerkelijke Staat. Hij trad er in bij de orde der Dominicanen. Hij was abt van het dominicanenklooster San Nicola in Rome. In 1645 bleef hij na een bezoek aan het Franse hof, in Parijs wonen. Hij had goede relaties met kardinaal Mazarin, die recent de macht had genomen in de regering van de Zonnekoning. Mazarin was ook een Italiaan, Giulio Mazzarino afkomstig uit het koninkrijk Napels.
Van 1646 tot 1661 was Serroni bisschop van Orange, in het prinsdom Oranje. In 1647 wijdde kardinaal Mario Theodoli hem in Rome tot bisschop. Het prinsdom Oranje werd bestuurd door Willem II en Willem III van Oranje-Nassau tijdens het episcopaat van Serroni. Serroni was eigenlijk nooit in Orange. Serroni kreeg immers belangrijke militaire opdrachten voor de Franse vloot, via toedoen van kardinaal Mazarin. Serroni was eerst intendant voor de koninklijke vloot in de haven van Toulon, aan de Middellandse Zee. Deze militaire opdracht maakte deel uit van de verdediging van de Provence. Nadien was hij zowel intendant als gouverneur van (Frans) Catalonië. Bij zijn terugkomst in Frankrijk beloonde de Zonnekoning hem meermaals.
Van 1661 tot 1677 was Serroni graaf-bisschop van Mende, een rijker bisdom dan Orange omdat de opbrengsten van het graafschap Gévaudan behoorden bij het bisdom Mende. Het graaf-bisdom Mende was gelegen in de Languedoc, een provincie van het koninkrijk Frankrijk. Het graafschap Gévaudan kon evenwel een zekere autonomie behouden ten opzichte van de Languedoc. Vanaf 1672 was hij tevens titulair abt van de abdij van La Chaise-Dieu, gelegen in de provincie Auvergne. Deze prebende in La Chaise-Dieu was een van de vele titulaire abdijen geweest waarvan Mazarin genoten had.
Van 1676 tot zijn dood in 1687 was Serroni bisschop van Albi, ook in de Languedoc. Koning Lodewijk XIV verhief het bisdom Albi tot aartsbisdom als geschenk voor Serroni (1678). Daar stichtte Serroni een priesterseminarie waarvan hij de leiding gaf aan de Jezuïeten. Hij stierf tijdens een bezoek aan Parijs in 1687.
- Bibliothèque nationale de France: cb13292762r (data)
- Gemeinsame Normdatei: 1020304375
- International Standard Name Identifier: 0000 0000 0098 0222
- Système universitaire de documentation: 084735694
- Virtual International Authority File: 49367673
- WorldCat: E39PBJgt7RkjF3fdx3hhP9hGpP